# Dane Zajc
  Dane Zajc    (Zgornja Javoršica, 26 d'octubre de 1929 - Golnik, 20 d'octubre de 2005) fou un poeta, dramaturg, assagista, bibliotecari eslovè.

## Vida
Dane Zajc va néixer el 26 d'octubre de 1929. Durant la Segona Guerra Mundial, els nazis van ccremar casa seva, va perdre el pare i dos germans (van caure com a partisans). Durant la guerra va deixar els estudis i el 1947 es va inscriure a l'institut de secundària Poljane de Ljubljana. El 1951 fou empresonat a causa de les seves opinions polítiques i va ser expulsat de l'institut, que va concloure en una escola privada el 1958, però no se li va permetre matricular-se a la universitat. Va estar marcat per experiències negatives durant el servei militar el 1951 fet que va reforçar la seva animadversió envers el sistema polític socialista. Entre 1953-55 va estar dos anys en una oficina de correus i després va ser bibliotecari de la Biblioteca Pionirska de Ljubljana, on va treballar-hi fins que es va jubilar l'any 1989. Com a acadèmic de la institució Fulbright, va passar un semestre a la Universitat de Colúmbia a Nova York. (1981-82). El 1991-95 va ser el primer president passada la independència d'Eslovènia de l'Associació d'Escriptors Eslovens. El 1993 va ser elegit membre associat de l'Acadèmia Eslovena de Ciències i (SAZU) i el 1997 membre numerari.
Va morir el 20 d'octubre de 2005 com a conseqüència d'un càncer a l'hospital de Golnik.
Per part de mare, era nebot de l'escultor Tine Kos i cosí del professor universitari de literatura comparada, l'acadèmic Janko Kos.
Dane Zajc es va consolidar com un dels escriptors eslovens més importants de la segona meitat del segle XX amb la seva nitidesa de pensament concentrat i la seva sorprenent frescor expressiva. La seva obra inclou poesia i drama (l'anomenat drama poètic). Els seus assajos i entrevistes representen un cim en l'assaig literari eslovè. També va ser un important creador de literatura infantil i juvenil. Les seves cançons, espectacles de titelles i contes de fades són populars i sovint són incloses en les lectures obligatòries i reocomanades de l'educació primària. Els seus darrers deu anys, va col·laborar activament amb l'actor i músic Janez Škof, amb el qual van actuar en nombrosos escenaris d'Eslovènia i l'estranger. Zajc com a recitador de les seves cançons i el Škof com a acordionista i cantant acompanyant de les seves cançons. Entre altres coses, aquestes actuacions van ser enregistrades en un magnífic CD titulat Ogenj v ustih [Foc a la boca].
Va començar a publicar els seus poemes a Mladinska revija el 1955 i, al mateix temps, va participar al diari d'origen Mi Mladi. També va participar en Naša Sovremennost, Sodobnost, Ljudska pravica, Ljubljanski dnevnik, Pionirski list, Pionir, Kurirček, Ciciban, Odru 57, etc. Va ser membre del consell editorial de les revistes Revija 57, Beseda, Perspektive i Nova revija.
Els passos de Zajc en la literatura eslovena els segueixen els seus fills Zlatko i Lenart Zajc .

### Estil i motius
El primer període de la seva poesia, fins al 1971, està marcat per l'originalitat, punyents metàfores fresques i emocions profundament commovedores.
Més tard, va explorar els efectes sonors, semàntics i estètics que emergexien en trencar una sintaxi formalment tancada, de manera que es creés un efecte màgic, ritual i conspirador. Les cançons d'aquest període estan plenes d'humor grotesc i morbós. Ressonen amb l'experiència de la guerra, la mort, la crueltat, així com l'existència sense sentit d'un individu i de la societat. Els animals sovint servien com a símbol del perill humà. La crítica l'ha ubicat a la frontera entre l'existencialisme i el surrealisme. Com la poesia, el drama demostra que l'home és ahora víctima i botxí de la seva vida.
Segons Niko Grafenauer, a la poesia infantil de Zajc hi trobem tot un seguit de motius que, segons les nostres nocions sobre les dimensions perceptuals i comprensió infantil, estan completament fora de l'abast conceptual i representatiu de l'infant (per exemple, Erevan, Jaki, Numizmatiki, Smrt, Šamani, etc.). Però alhora aquests motius són presentats amb aquella infantilesa, que els obre vivencialment i els acosta a l'infant perquè li siguin totalment quotidians. Resulta que fins i tot coses quotidianes com, per exemple, una casa, una porta, un gos, avions de paper, una carbassa, una boca, per què, una pregunta, una bombeta, una bola, una cullera, etc., poden ser extremadament misteriosos i aparentment emocionants tan bon punt els arrencen de la seva determinació semàntica evident per si mateixa. En la poesia de Zajc, doncs, tractem de la fusió constant de les coses conegudes i desconegudes pel nen en una realitat especial.
Zajc mateix diu que escriu “poesies per nens com si fóssim un nen i jo fóssim iguals. Tant a ell com a mi, ens agraden les paraules estranyes, les paraules divertides, llargues i complicades que canten alguna cosa d'allò que volen dir. Ho mirem tot a través dels ulls, les orelles, amb la pell i el gust ".

### Influències i connexions
Juntament amb Lojze Kovačič, Viktor Blažič i Janez Menart, va participar al diari Mi mladi. L’any 1978 va publicar un recull de poesia juntament amb Kajetan Kovič, Edvard Kocbek, Gregor Strniša, Veno Taufer i Tomaž Šalamun. També es va ajuntar amb dramaturgs d'avantguarda com Dominik Smole i Primož Kozak i teòrics com Taras Kermauner, Veljko Rus i Janko Kos des de mitjans dels anys cinquanta. La direcció poètica, que va encetar la lírica de Zajc, també dona fonament a escriptors més joves, per exemple, Aleš Debeljak, Uroš Zupan i Aleš Šteger.

#### Col·leccions de poesia
- - pesmi pred zbirko Požgana trava so objavljene v zbirki Dane Zajc v petih knjigah (1948-1955)
  - Požgana trava, samozaložba, Ljubljana, 1958
  - Jezik iz zemlje, Cankarjeva založba, Ljubljana, 1961
  - Ubijavci kač, Obzorja, Maribor, 1968
  - Glava sejavka, Obzorja, Maribor, 1971
  - Rožengruntar, Obzorja, Maribor, 1974
  - Si videl, Partizanska knjiga, Ljubljana 1979
  - Kepa pepela: izbrane pesmi, Mladinska knjiga, Ljubljana, 1984, 2. dopolnjena izdaja 1996; 3. dopolnjena izdaja 2007 (izbral, uredil in spremna besedila napisal Boris A. Novak)
  - Zarotitve, Mladinska knjiga, Ljubljana, 1985
  - Znaki, Emonica, Ljubljana, 1990
  - Krokar, Edina, Ljubljana, 1997
  - Dol dol, Nova revija, Ljubljana, 1998
  - V Belo: zbrane pesmi, Beletrina, Ljubljana, 2008 (732 str.)
  - Scorpions : selected poems = poèmes choisis, 2000

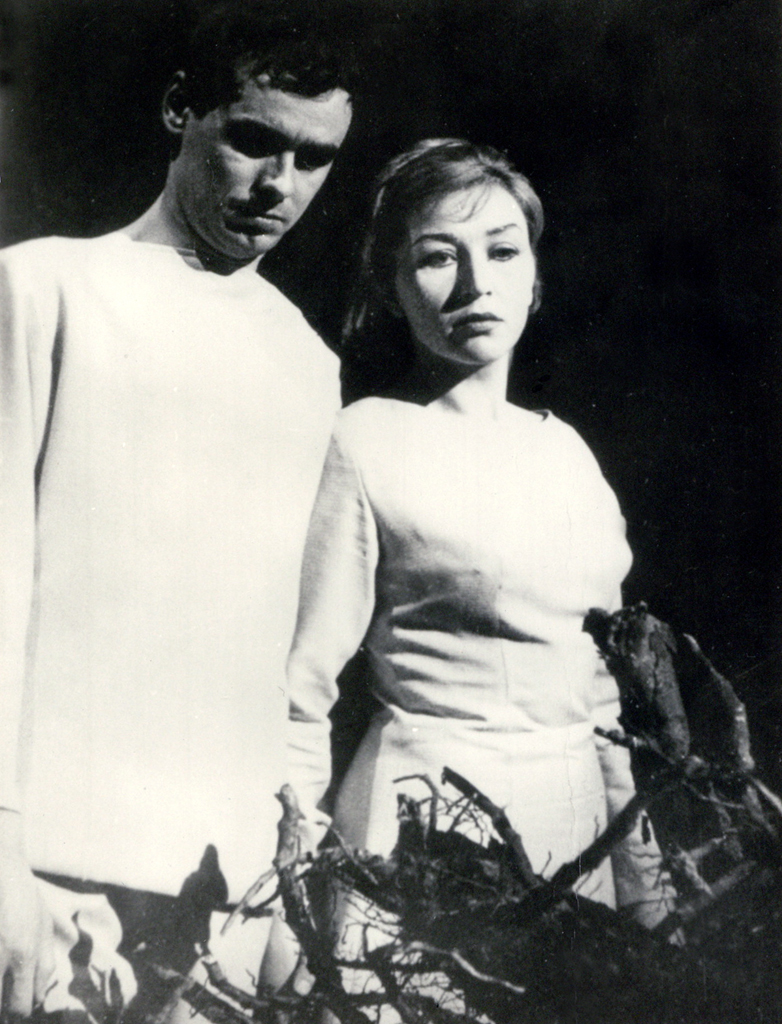
Posada en escena del drama Otroka reke [' el 1962, Oder 57

- - Otroka reke, Cankarjeva založba, Ljubljana, 1963
  - Potohodec, Cankarjeva založba, Ljubljana, 1971
  - Voranc, Obzorja, Maribor, 1978
  - Mlada Breda, Drama SNG, Ljubljana, 1981
  - Kalevala, 1986
  - Medeja, Slovensko ljudsko gledališče, Celje, 1988
  - Zakaj in Vprašaj, Mladinska knjiga, Ljubljana, 1991
  - Grmače, Mihelač, Ljubljana, 1995

#### Col·leccions de poesia infantil
- - Bela mačica, Mladinska knjiga, Ljubljana, 1968
  - Abecedarija, Mladinska knjiga, Ljubljana, 1975
  - Živali na dvorišču, Mladinska knjiga, Ljubljana, 1975
  - V Cirkusu, Mladinska knjiga, Ljubljana, 1976
  - Na papirnatih letalih, Mladinska knjiga, Ljubljana, 1978
  - Ta roža je zate, Mladinska knjiga, Ljubljana, 1981

#### Contes
- - Mlada Breda, Mladinska knjiga, Ljubljana, 1978
  - Leteča hišica, Mladinska knjiga, Ljubljana, 1981
  - Bridka Ludvikova bitka, Mladinska knjiga, Ljubljana, 1985
  - Hiša, Domus, Ljubljana, 1990
  - Argonavti, Zveza društev slovenskih likovnih umetnikov, Ljubljana, 1999

#### Obres per ràdio
- - Kralj Matjaž in Alenčica, RTV Ljubljana, 1978
  - Petelin se sestavi, RTV Ljubljana, 1980

#### Assaigs i altres obres
- - Igra besed in tišin (1972)
  - Eseji, spomini in polemike (1990)
  - Niko Grafenauer, Roža mogota. V: Dane Zajc, Ta roža je zate. Ljubljana: Mladinska knjiga (1981) - spremna beseda
  - Denis Poniž, Slovenska lirika 1950- 2000. Ljubljana: Slovenska matica (2001)
  - Franc Zadravec, Igor Grdina, Sto slovenskih pesnikov. Ljubljana: Prešernova družba (2004)
  - M.A., Pesniki niso kaj prida, škodujejo pa tudi ne. Pionirski list, št.25
  - O Danetu Zajcu (1929-2005) : spomini, razumevanja, misli (zbornik uredila Neža Zajc, 2017)
  - V besedah (izbrano delo, zasnovala in uredila Jerneja Katona in Aleš Šteger, Ljubljana: Beletrina, 2020)

### Reconeixements i premis
- - Župančičeva nagrada mesta Ljubljana (1969)
  - nagrada Prešernovega sklada (1970)
  - Prešernova nagrada (1981)
  - dve Grumovi nagradi (1979 in 1986)
  - Levstikova nagrada (1977)
  - Jenkova nagrada (1998)
  - Goranov venec (1980)
  - Fulbrightova štipendija za priznanega umetnika za bivanje v New Yorku (1981)
  - Predsednik društva slovenskih pisateljev (1991-1995)
  - Leta 1993 je postal izredni, 1997 redni član SAZU.
  - Levstikova nagrada za življenjsko delo na področju mladinske in otroške literature (2005)